# Kaczorek (typ jachtu)
Kaczorek – turystyczny kabinowy jacht żaglowy (slup).
Jacht przeznaczony był do żeglowania turystycznego po jeziorach. Był jednym z najmniejszych polskich turystycznych jachtów kabinowych. Zaprojektowali go Leszek Błaszczyk i Marian Strzelecki. Zasadniczo był przeznaczony dla dwóch osób, jednak mogło nim pływać trzech żeglarzy.

## Informacje techniczne
- długość: 4,2 m,
- szerokość: 1,61 m,
- zanurzenie: 0,55-0,8 m,
- ożaglowanie: 8,2 m²[1].